# Wooroolin
Wooroolin är en ort i Australien. Den ligger i kommunen South Burnett och delstaten Queensland, omkring 170 kilometer nordväst om delstatshuvudstaden Brisbane. Antalet invånare är 165.
Runt Wooroolin är det mycket glesbefolkat, med 5 invånare per kvadratkilometer.. Närmaste större samhälle är Kingaroy, omkring 14 kilometer söder om Wooroolin.
I omgivningarna runt Wooroolin växer huvudsakligen savannskog. Genomsnittlig årsnederbörd är 951 millimeter. Den regnigaste månaden är mars, med i genomsnitt 168 mm nederbörd, och den torraste är augusti, med 27 mm nederbörd.